# Spilomyia wirthi
Spilomyia wirthi är en tvåvingeart som beskrevs av Thompson 1996. Spilomyia wirthi ingår i släktet trädblomflugor, och familjen blomflugor.
Artens utbredningsområde är Costa Rica. Inga underarter finns listade i Catalogue of Life.